# Перемотай это!
«Перемотай это!» (англ. Rewind This!) — американский документальный фильм режиссёра Джоша Джонсона. Вышел в свет 11 марта 2013 года. Фильм прослеживает культурное и историческое влияние, которое оказали видеокассеты формата VHS.

## Сюжет
Появление видеомагнитофонов. Противостояние форматов VHS и Betamax. Первые попытки выпускать художественные фильмы на видеокассетах. Появление видеопроката. Видеомагнитофоны в каждом доме. Выход фильмов сразу на видео минуя кинотеатры. Эротика и порнография. Фильмы-мокбастеры. Искусство рисования обложек для видеокассет. Съёмки любительских фильмов на VHS-плёнку. Закат эры видеокассет и появление новых технологий: DVD, Blu-ray, торрент-трекеры, YouTube и Netflix.
Кроме различных коллекционеров видеокассет в фильме приняли участие: Атом Эгоян, Мамору Осии, Фрэнк Хененлоттер, Кассандра Петерсон, Ллойд Кауфман, Джейсон Айзенер (поставивший фильм «Бомж с дробовиком») и другие.

## Рецензии
На сайте Rotten Tomatoes рейтинг свежести фильма 100 % на основе 21 рецензии со среднимрейтингом 7,7 из 10. В своей рецензии на Twitch Film авторов похвалили за то, что они не стали зацикливаться только на коллекционерах, а показали историю более широко. На сайте Movies.com отметили идеальное смешение в фильме ностальгии по прошлому и принятие технологий будущего, которые отменяют все физические носители. Также сайт включил фильм в топ-10 лучших фильмов фестиваля SXSW 2013. В The Hollywood Reporter в своей рецензии отозвались о фильме, как о «занимательной и местами поучительной истории». В рецензии для  «Шоу ужасов теллурида» Джейсон Кангиалози отметил, что «непреклонная страсть ценить кино восторженно изливается из субъектов интервью Джонсона, и преобладает чувство юмора, которое позволяет субъекту никогда не относиться к себе слишком серьезно».